# Silje Storstein
Silje Storstein (født 30. marts 1984) er en norsk skuespillerinde, der blev valgt blandt mere end 4500 til rollen som Sofie i filmen fra 1999 over Jostein Gaarders bog, "Sofies Verden".